# Om vänskap funnes
Om vänskap funnes är en roman av Stig Claesson, utgiven 1981 på Albert Bonniers Förlag.
Boken handlar om författarvännen Pär Rådström, men det är inte bara en bok om vänskap utan också en skildring av efterkrigstidens Europa och några udda människors jakt efter lyckan i ett mycket kallt Paris. Handlingen utspelar sig i tre tidsplan i Paris 1954, i Södermanland 1963 och i Stockholm 1981. Som vanligt tecknar Slas levnadsödena med medkänsla, humor och skärpa.
Boken är en av titlarna i boken Tusen svenska klassiker (2009).

## Citat
- "Nick (Slas) liten, om vänskap funnes vore vi vänner".
- "Att minnas är oanständigt. Eller värre; det är sorgligt. Att glömma är att dö".

### Fotnoter
1. ↑  Gradvall et al 2009, nr. 571